# Svjedok optužbe (drama)
Svjedok optužbe (izdana 1953.) je drama Agathe Christie bazirana po kratkoj priči Svjedok optužbe.
Drama, pisana za kazališno izvođenje 1953. godine. Prvi put objavljena 1954. godine, a zatim i u specijalnom izdanju povodom 50 godina od nastanka. Prvi put izvedena u Winter Garden Theatre, u Londonu, 28. listopada 1953. godine. Po njoj su do sada snimljena dva veoma gledana filma, a trenutno se snima i treći gdje se pojavljuje Michelle Pfeiffer kao Christine Vole.